# Viadotto di Gokteik
Il viadotto Gokteik (in lingua birmana: ဂုတ်ထိပ်တံတား, trascritto anche Goteik e Gohteik) è un ponte ferroviario a capriate a cavalletto situato tra la cittadina di Nawnghkio e il villaggio di Gokteik, nello Stato Shan della Birmania. È la costruzione più importante della linea ferroviaria che collega le stazioni di Mandalay, l'ex capitale del Paese, e Lashio, la principale città settentrionale dello Stato Shan. Quando fu completato, nel 1900, era considerato una sensazionale opera di ingegneria ed il più grande ponte a capriata del mondo. È tuttora il più alto della Birmania.

## Storia
Fu commissionato dalla Ferrovia della Birmania, l'azienda dei colonizzatori britannici che nel 1885 avevano portato a termine la conquista del paese. Fu progettato dalla Alexander Rendel & Sons, i componenti furono prodotti negli Stati Uniti dalla Pennsylvania Steel Company e venne costruito dalla Pennsylvania and Maryland Bridge Construction. I lavori, diretti dall'ingegnere della Ferrovia della Birmania Sir Arthur Rendel, ebbero inizio nel 1899 e la struttura fu inaugurata nel 1900.
Con la costruzione della ferrovia, i britannici espansero la propria influenza nello Stato Shan e aumentarono la pressione sull'Impero cinese, la cui Dinastia Qing era entrata nella sua fase di declino. Permise il trasporto delle truppe che pacificarono la regione e la colonizzazione della stessa. In origine la ferrovia doveva essere estesa fino alla frontiera cinese, ma il progetto fu abbandonato per gli eccessivi costi legati all'impervia natura del terreno. Per mantenere la linea in funzione nel caso che il viadotto venisse sabotato, tra il 1976 e il 1978 fu costruito un tratto alternativo a valle, abbandonato nel 2002.

## Descrizione
Il ponte si trova circa 100 km a nordest di Mandalay ed ospita un solo binario a scartamento metrico. La lunghezza totale è di 689 metri suddivisa in 15 campate, la maggior parte delle quali hanno una luce di 37 metri. Le 10 capriate e le 5 travi continue in acciaio sono supportate da alti tralicci, anch'essi in acciaio. Nel punto più alto del viadotto, che si trova a 102 metri dal terreno sottostante, sono stati affiancati due tralicci per garantire una maggiore stabilità della struttura. Il costo dell'opera fu di circa 111.200 sterline.

## Citazioni letterarie
Nel libro del 1975 Bazar express: in treno attraverso l'Asia dell'autore statunitense Paul Theroux, il viadotto viene definito "un mostro di geometria argentea tra rocce frastagliate, la cui presenza risulta strana nella giungla circostante".